# Cem bairros portenhos

Apesar da expressão famosa, Buenos Aires tem, oficialmente, 48 bairros. Bairros não oficiais, porém, passam de cem.

Cien barrios porteños - em português, "cem bairros portenhos" - é uma expressão usada na área da cidade de Buenos Aires para se referir aos bairros da capital da Argentina. Apesar de ser uma expressão regional famosa, na realidade Buenos Aires tem apenas 48 bairros oficiais, e tinha ainda menos na época que a expressão foi criada e popularizada.

## Origem
O tango tem como uma temática comum os bairros de Buenos Aires, e a expressão "Cien barrios porteños" também veio de um tango, de mesmo nome, criado por Carlos Petit e Rodolfo Sciammarella, que foi popularizado em meados da década de 1940 pelo cantor Alberto Castillo. Após isso, a ideia de que a cidade de Buenos Aires era dividida em cem bairros ganhou fama entre os portenhos sem maiores questionamentos, mesmo que os autores tivessem exagerado no número.

Segundo o historiador Aníbal Lomba, ex-presidente do Conselho de Estudos Históricos da Cidade de Buenos Aires, a frase que intitula a música nunca havia sido pronunciada publicamente antes do surgimento da canção, e que a difusão entre os habitantes de Buenos Aires aconteceu devido ao sucesso que os cantores tiveram na época. Ele comentou certa vez que:
"...Hoje o tango é praticamente dança. Mas naqueles anos, o rádio e as revistas, reproduzindo as letras das composições que eram ouvidas no rádio, popularizaram certas músicas, refrões ou títulos..."
Segundo o historiador, o número pode ter a ver com o fato de que nos anos em que a música foi criada e popularizada, os bairros como são conhecidos não existiam, e assim os cem bairros da música seriam mais que uma licença poética e um exagero dos compositores. Nas palavras do historiador:
"Para cada um dos meninos que moravam na periferia, no subúrbio da cidade, se você preferir, o bairro era na verdade uma esquina, um quarteirão. Meninos que naquela época nem pensavam em um limite geográfico..."

## Cem bairros não oficiais
Na atualidade, a cidade de Buenos Aires tem, de fato, mais de cem bairros não oficiais, que estão localizados dentro dos 48 bairros oficiais. Palermo, por exemplo, tem diversas subdivisões como Palermo Hollywood, Palermo Soho e Las Cañitas. Em alguns casos esses bairros não oficiais estão dentro de mais de um bairro. Poderia-se dizer que a expressão, hoje, pode se referir a esta lista de bairros, mas quase todos eles não têm nada a ver com os referidos na música que originou a expressão, já que a maioria deles não existia na época de sua composição.